# Не хочу тебя больше знать, любимый
Не хочу тебя больше знать, любимый (итал. Non ti conosco più amore) — итальянская кинокомедия режиссера Серджо Корбуччи с Моникой Витти и Джонни Дорелли в главных ролях, выпущенная 3 октября 1980 года.

## Сюжет
В семье адвоката Паоло Мальпьери произошла беда: его собственная жена Луиза перестала узнавать своего мужа и считает его абсолютно посторонним человеком. Паоло решает обратиться к психиатру, после чего случилось еще одно несчастье: Луиза стала считать своим мужем психиатра.